# Venera 7
Venera 7 (ru. Венера-7) (oznaka proizvođača: 3V (V-70)) je bila sovjetska svemirska letjelica, dio serijala sondi Venera za misije prema Veneri. Kada je sletjela na Venerinu površinu, postala je prva svemirska letjelica ljudskog porijekla koja je uspješno sletjela na drugi planet te od tamo odaslala podatke nazad na Zemlju.

## Lansiranje
Sonda je lansirana sa Zemlje 17. kolovoza 1970. u 05:38 UTC. Sastojala se od međuplanetarnog busa temeljenom na 3MV sustavu i landera. Za vrijeme leta prema Veneri, dvije korekcije smjera su napravljene koristeći busov KDU-414 motor.

## Slijetanje
Sonda je ušla u atmosferu Venere 15. prosinca 1970. Lander je neobično ostao pričvršćen na međuplanetarnom busu tijekom početnih faza atmosferskog ulaska. To je učinjeno kako bi se omogućilo da bus hladi lander na -8°C što je duže moguće. Lander je katapultiran kada su atmosferski udari razbili međuplanetarnom busu vezu sa Zemljom. Padobran se otvorio na visini od 60 km i atmosferska testiranja su počela s rezultatima da je 97% atmosfere sačinjeno od ugljikova dioksida. Tijekom spusta, činilo se da padobran popušta, stoga je spust bio brži od planiranog. Kao rezultat toga, lander je udario od površinu Venere pri brzini od oko 16.5 m/s u 05:37:10 UTC. Koordinate mjesta slijetanja su 5° S, 351° E.
Činilo se da je lander zanijemio pri udaru. Međutim, snimajuće vrpce su i dalje radile. Nekoliko tjedana kasnije, pri pregledavanju vrpci, još 23 minute vrlo slabih signala je pronađeno na njima. Letjelica je sletjela na Veneru te se vjerojatno odbila od stranu pri udaru, ostavljajući antenu srednjeg pojačanja nepravilno usmjerenom za slanje jakih signala prema Zemlji. Jedini podaci koji su se vratili s površine bili su očitovanja temperature, koja su iznosila 475°C.

## Vanjske poveznice
- Venera 7 NASA NSSDC Master Catalog Data
- Probijanje Venerine atmosfere